# Куджо, Мэтью
Мэтью Амин Куджо (англ. Mathew Anim Cudjoe; род. 11 ноября 2003, Prestea) — ганский футболист, полузащитник клуба «Данди Юнайтед».

## Клубная карьера
Куджо — воспитанник клубов «Грейт Сомас» и «Янг Апостолс». Для получения игровой практики он на правах аренды выступал за «Асанте Котоко» и «Легон Ситис». В 2021 году Куджо перешёл в шотландский «Данди Юнайтед». 2 апреля 2022 года в матче против «Хиберниана» он дебютировал в шотландской Премьер-лиге. 

## Международная карьера
В 2021 года в составе молодёжной сборной Ганы Куджо стал победителем молодёжного Кубка Африки в Мавритании. На турнире он сыграл в матчах против сборных Танзании, Марокко, Камеруна, Уганды и дважды Гамбии. 

## Достижения
Международные
 Гана (до 20)
- Победитель молодёжного Кубка Африки — 2021